# Julia Hillens

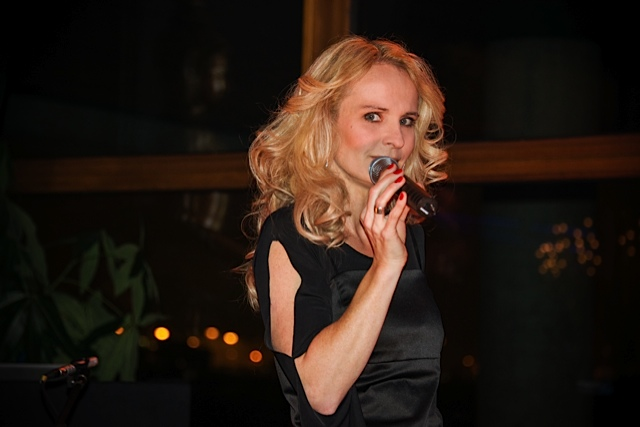
Julia Hillens von Blue Café the Band, 2014

Julia Hillens (* in Karlsruhe) ist eine deutsche Sängerin, Songwriterin, Bandleaderin und Unternehmerin.

## Leben
In Hamburg absolvierte Julia Hillens ihre Ausbildung an der Stage School of Music, Dance and Drama. Die ersten Erfolge feierte sie im Bereich des Musicals; so trat sie in über 15 unterschiedlichen Stücken auf. Als Val Petty sang sie von 1994 bis 2001 in Hamburg in  Buddy. Weitere Rollen folgten beispielsweise in Rugrats in Paris (Prinzessin), der Rocky Horror Show (Magenta), in Shout Beheeve Girls (Julia), Starclub (Conny) und Slice of Saturday night (Briget).
Im Jahr 1995 unterzeichnete sie einen Plattenvertrag für die Gruppe „SPLASH“ und landete sofort mit ihrem ersten Titel One more dream in den internationalen Top 100 bei VIVA und MTV.
Weiterhin spielte und sang sie in den TV-Serien: So ist das Leben! Die Wagenfelds von SAT1 und Die Schule am See bei der ARD. Es folgten Werbeverträge für bekannte Nahrungsmittelfirmen und weitere Plattenverträge bei verschiedenen Labels.
Im Jahr 2000 gründete sie ihre eigene Live-, Show- und Coverband „BLUE CAFÉ – the band“, deren Geschäftsführerin sie auch ist. Beim Eurovions-Vorentscheid Eesti Laul 2002 belegte sie Platz 6  mit dem Titel U can’t stop me.
Sie führt das Unternehmen Hillens Entertainment.

## Die Band
In ihrer Band „BLUE CAFÉ“ spielen Musiker wie Roger Cicero, Stefan Gwildis, Otto Waalkes, Lotto King Karl, Ina Müller und Semino Rossi mit. Feste Bandmitglieder sind: Volkan Baydar von „Orange Blue“, Stephan Birkmeyer, Simon Marlow, Myra Maud, Denise Modjallal – alias Ateed, Pablo, Andreas Paulsen, Detlef Raschke, Helge Teschner, Kevin Weatherspoon von Try ’N’ B und Jens Wrede.
Die internationale Band „BLUE CAFÉ“ spielt in keiner festen Besetzung, sondern je nach Anforderung vom Duo bis zur Musicalband in wechselnder Formation für bekannte Großunternehmen, Galas, Events und Messen.